# Urology (revista)
A Urology (também chamada The Gold Journal) é uma publicação científica mensal, revisada por pares, cobrindo a área de urologia e nefrologia. É publicada pela Elsevier. Foi estabelecida em 1973
A revista é indexada nas bases de dados Current Contents, EMBASE, MEDLINE e Scopus. De acordo com o Journal Citation Reports, a revista teve um fator de impacto de 1.861 em 2018.